# Kraniotelenzephale Dysplasie
Die Kraniotelenzephale Dysplasie ist eine sehr seltene angeborene Erkrankung mit einer Kombination von hervorstehenden Knochen der Stirn, Enzephalozele, Kraniosynostose und Entwicklungsretardierung.

## Verbreitung
Die Häufigkeit wird mit unter 1 zu 1.000.000 angegeben, bislang wurde erst über wenige Betroffene berichtet. Der Vererbungsmechanismus ist ebenso wie die Ursache bislang nicht bekannt.

## Klinische Erscheinungen
Klinische Kriterien sind:
- Geistige Behinderung
- Frontale knöcherne Protrusion mit Defektbildung und Enzephalozele
- weitere Mittelliniendefekte wie Septo-optische Dysplasie, Balkenmangel

Weitere Fehlbildungen wie Kraniosynostose, Lissenzephalie, Fehlen des Riechhirns (Arrhinenzephalie) können hinzukommen.

## Geschichte
Die Erstbeschreibung stammt aus dem Jahre 1958 durch den französischen Arzt S. Daum und Mitarbeiter.
Der Begriff wurde im Jahre 1964 durch J. T. Jabbour und den Iranisch-US-amerikanischen Kinderradiologen Hooshang Taybi vorgeschlagen.